# Monandrian Plants of the Order Scitamineae
Monandrian Plants of the Order Scitamineae (abreviado Monandr. Pl. Scitam.) es un libro con ilustraciones y descripciones botánicas que fue escrito por el escritor, historiador, banquero, y botánico británico; William Roscoe. Fue publicado en 15 partes en los años 1824-1828, con el nombre de Monandrian Plants of the Order Scitamineae, Chiefly Drawn from Living Specimens in the Boanic Garden at Liverpool. Arranged According to the System of Linnaeus, with Descriptions and Observations by William Roscoe. Liverpool.